# Loubajac
Loubajac   es una población y comuna francesa, en la región de Mediodía-Pirineos, departamento de Altos Pirineos, en el distrito de Argelès-Gazost y cantón de Saint-Pé-de-Bigorre.

## Demografía
| 253 | 260 | 257 | 341 | 370 | 378 | 374 |
| Para los censos de 1962 a 1999 la población legal corresponde a la población sin duplicidades (Fuente: INSEE [Consultar]) |     |     |     |     |     |     |